# Fritz John
Fritz John (Berlim, 14 de junho de 1910 — New Rochelle, 10 de fevereiro de 1994) foi um matemático estadunidense de ascendência alemã.
Estudou na Universidade de Göttingen, de 1929 a 1933, onde foi discípulo de Richard Courant. Após a ascensão de Adolf Hitler ao poder em 1933, escolheu como escapatória a um não-ariano na Alemanha nazista mudar-se para a Inglaterra.
Em 1934 publicou seu primeiro artigo. Neste mesmo ano obteve o doutorado pela Universidade de Göttingen e, com o apoio de Courant, passou um ano em Cambridge.
Em 1935 foi professor assistente na Universidade de Kentucky, quando emigrou para os Estados Unidos, com nacionalidade obtida em 1941. Permaneceu em Kentucky até 1946, quando iniciou a trabalhar na Universidade de Nova Iorque, onde permaneceu até o fim de sua carreira.
Nas décadas de 1940 e 1950 trabalhou com a transformada de Radon, aplicando-a a equações diferenciais parciais e geometria convexa.

## Publicações
Todos seus trabalhos publicados, excluindo monografias e livros-texto, estão reunidos nas referências (John 1985) e (John 1985a) com observações e correções dele mesmo e comentários de Sigurdur Helgason, Lars Hörmander, Sergiu Klainerman, Warner Koiter, Heinz-Otto Kreiss, Harold William Kuhn, Peter Lax, Louis Nirenberg e Fritz Ursell.
- John, Fritz (1955), Plane waves and spherical means applied to partial differential equations, Interscience Tracts in Pure and Applied Mathematics, 2 1st ed. , New York: Interscience Publishers, pp. VIII+172, MR 0075429, Zbl 0067.32101. Famosa monografia de John sobre a transformada de Radon e suas aplicações a equações diferenciais parciais.
- John, Fritz (1982), Partial Differential Equations, ISBN 0-387-90609-6 4th ed. , New York: Springer-Verlag.
- John, Fritz (1985),  Moser, Jürgen, ed., Collected Papers. Volume 1, ISBN 0-8176-3266-2, Contemporary Mathematicians (em inglês e alemão), Boston – Basel – Stuttgart: Birkhäuser Verlag, MR 0809786, Zbl 0584.01025.
- John, Fritz (1985a),  Moser, Jürgen, ed., Collected Papers. Volume 2, ISBN 0-8176-3267-0, Contemporary Mathematicians (em inglês e alemão), Boston – Basel – Stuttgart: Birkhäuser Verlag, MR 0809787, Zbl 0584.01025.